# Distrito de Vicco
El distrito de Vicco es uno de los trece que conforman la  provincia peruana de Pasco situada en la parte suroccidental del departamento homónimo.
Desde el punto de vista jerárquico de la Iglesia católica forma parte de la Diócesis de Tarma, sufragánea de la Arquidiócesis de Huancayo.

## Historia
Durante el Imperio incaico, Túpac Inca Yupanqui fundó la llacta de Pumpu en tierras que hoy corresponden a Vicco. 
El distrito como tal fue creado por Ley N° 12981 del 17 de marzo de 1958, durante el segundo gobierno del presidente Manuel Prado Ugarteche. 

## Geografía
Este distrito cuenta con un territorio de 173,3 kilómetros cuadrados de superficie. El distrito se encuentra ubicado a una altitud de 4 114 m.s.n.m.  

## Población
Tiene una población aproximada de 2 901 habitantes. 

## Autoridades

### Municipales
Periodo 2023-2026 (PARTIDO FRENTE DE LA ESPERANZA)
- Alcalde: Malpartida Mauricio Luis Miguel.
- Teniente Alcalde: Mauricio Cajas Abraham
- Regidores:
  1. Bertha Chavez Lope De Espinoza (REGIDORA DE ECONOMÍA FINANZAS DESARROLLO ECONÓMICO Y COMPETITIVIDAD).
  2. Vicente Taquire Eddison Ruben (REGIDOR DE REGISTRO CIVIL - POLÍTICA SOCIAL - SALUD - ASUNTOS LEGALES Y ARCHIVOS).
  3. Vidal Espinoza Nelly Olivia (REGIDORA DE INFRAESTRUCTURA - OBRAS - MEDIO AMBIENTE Y TRANSPORTES).

- 2019 - 2022[3]
  - Alcalde: Zenón Espinoza Panez, del Partido Democrático Somos Perú.
  - Regidores:

  1. Juan Arnaldo Matías Guere (Partido Democrático Somos Perú)
  2. Franz Darwin Mauricio Atachagua (Partido Democrático Somos Perú)
  3. Edmundo Abrahán Vicente Poma (Partido Democrático Somos Perú)
  4. Nataly Katerin Rapri Chávez (Partido Democrático Somos Perú)
  5. Elmer Olmedo Chávez Vidal (Alianza para el Progreso)

Alcaldes anteriores
- 2015 - 2018:[4] Darwin Elvis Chaves Mauricio, del Pasco Verde (PV).
- 2011- 2014: Luzmila Malpartida

### Policiales
- Comisario: PNP.